# Palata Lučić u Trogiru
Palata Lučić u Trogiru jedna je od znamenitih građevina u istorijskom jezgru ovog drevnog grada građena u 13. i 14. veku, a obnavljana i dograšivana u 16. i 19. veku. Ova palata koja je prvobitno pripadala porodici Lucić, bila je zapravo čitav blok zgrada različitih visina, od dvospratnica do trospratnica, povezanih u celinu čije je jezgro unutrašnje dvorište.

## Položaj
Palata Lučić se nalazi na samoj obali Jadranskog mora, u malom prostornom delu istorijskog jezgra Trogira,  koje se nalazi na ostrvcu u morskom suženju u kome se otok Čiovo najviše približio kopnu.  Prislonjena je na unutrašnju stranu južnih gradskih zidina sa kojima čini skup najreprezentativnijih građevina Trogira.  

## Geneologija i graditeljstvo porodice Lučić
Geneologija porodice Lučić
Porodica Lućić (Lucio, Lutius) u svojoj genealogiji kao na svog rodonačelnika poziva se na Luku Lučića koji je živeo s kraja 12. i s početka 13. veka.
Uz palatu i ljude iz porodice Lučić, sačuvani podaci o nekima od njih: 
- Jeroniu Lučiću, predak istoričaraa Ivana Lučića, saradnika fra Bernardina Splićanina, sa kojim je uređivao Lekcionar, prve hrvatske štampane knjige, objavljene 1495. godine.[4]
- Kanonik Ivan Lučić, koji se bavio pored svog redovnog posla istorijom. On je 1511. godine prepisao ili je sam sastavio tekst o istoriji crkve Svete Marije od Trga.[5]
- Petar Lucić, otac istoričara Ivana, sastavljač je antologije hrvatskih tekstova, među kojima su i stihovi  Marka Marulića,[6]  prepisi trogirskih natpisa, istorijske zabeleške i hronika o kralju Zvonimiru.[7][8][9]
- Istoričar Ivan Lucić osoba širokog interesovanja. pn je  prvo u Padovi  studirala matematiku i fiziku, i stekla doktorat prava, a zatim i u Rimu. Osim bibloteke posedovao je hronometar, mikroskop, termometar, a među crtežima imao je i prijepis hijeroglifa.

Graditeljstvo porodice Lučić
Iz popisa dobara uz oporuku istoričar Ivana Lucića može se saznati o njihovu bogatstvu, o
zemljišnim posedima na Velikom i Malom polju i na ostrvu Čiovu.
U blizini samostana Svetog Nikole i gradskih zidina u ispravama iz 1279. godine navodi se kuća u
vlasništvu porodice Lucić sa kulom i dvorištem.
U 13. Lučići aktivno kupuju i preprodaju veliki broj isušenih terena i kućeraka izvan zidina Trogira, pa su tako u Pasikama, posedovali nekretnine koje su se pružale od jednog do drugog kraja predgrađa.
Na obali (u području Obrova) u blizini zgrade (samostana) dominikanskog reda imali su kuću koja se 1281. godine spominje kao palata, Ona je  postojeća kuća - koja uz ulicu vodi na Obrov.
Prema ispravama iz 13. veka i kasnijih vekova spominju se njihove zgrade na više mesta unutar grada — u blizini glavnog trga i crkve Svetog Martina (kasnije Svete Barbare). Te su se kuće nalazile s jedne i druge strane glavne poprečne ulice Trogira.
Naslednici porodice Lucić, bračka plemićka porodica Cerineo, stekli su od Lučića letnjikovac s prostranim vrtom na ostrvu Čiovu, preko puta istorijskog dela Trogira. Na crkvici na severnoj strani Čiova, na predelu Miševac, istaknut je natpis kao spomen na ovu drevnu, izumrlu trogirsku porodicu, koji u prevodu V. Gligoa, glasi: 

## Istorija
Ovo zdanje je imalo svoj razvoj, kroz duži vremenski period nastao nasledstvima, otkupljivanjem placeva i zamenom susednih kuća. Istoričar Ivan Lučić (Giovanni Lucio, Iohannes Lucius) opisao je npr. da je 1489. godine Jeronim Lučić, predak Ivanov kupio kuću u istočnom delu sklopa. Dok je 1558. Jeronim, deda istoričara Ivana, zamenom stekao još jednu kuću u komšiluku, čime se zaokružuje ovaj sklop oko buduće palate Lučić.
U Trogiru je 15. i 16. vek bio najizraženije razdoblje primorskog graditeljstva, u kome su dalmatinski građani preudešavali svoje srednjovekovne kamene, a delimično i drvene kuće. Među tim graditeljim našle su se istaknutije trogirske porodice, Čipiko, Andreis, Čega, Stafilić, Statilić i ostale, koje su pruredile, proširile i polepšale svoje kuće i palate. To je učinio na svojoj kući sredinom 16. vek  i deda istoričra Ivana Lučića, Jerolim Lučić.

## Arhitektura
Palata Lučić je zaprvo čitav blok zgrada različitih visina, od dvospratnica do trospratnica, povezanih u celinu čije je jezgro unutrašnje dvorište. Na južnoj strani bio je podignut sprat koji se izdizao iznad gradskih zidina. Na toj strani koja gleda prema obali nalazio se balkon s dvostrukim vratima, kako je prikazano na veduti grada iz 1708. godine slikar G. Juster. Na severnoj strani palate, s istočne strane ulice pruža se niz kuća, prvobitno u vlasništvu porodice Lucić. Kuća na početku ulice veoma je visoka tako da se dobija utisak da je poput kule. Na
katastarskom snimku iz 1830. godine na toj severnoj strani palat, gdje je glavni renesansni portal, naznačen je omanji perivoj.
Na jednom gradskom tlocrtu koji potiče iz Lučićevog perioda palata Lučić, kuća kula kako su je zvali, ima šestougaoni  oblik, i označena je s T. Lucia (Torre Lucia). Na planu Trogira iz 1826. godine tlocrt joj je četvorogaoni. Prema planu Trogira iz 1828. godine, palata Lučić osim glavnog, središnjeg dvorišta imala je još jedno manje dvorište na istočnoj strani. Na mestu tog istočnog dvorišta (sa prilazom) tokom 19. veka izgrađena je nova kuća, sa renesansnim portalom, glavnim ulazom koji se nalazi na severnoj strani, i srednjovekovnim, romaničkim ulazom na istočnoj strani, koji je naknadno zatvoren.
Kako se tragovi kuća iz 13. veka vide svuda uz Lučićevu palatu, pretpostavlja se da je i ona prvobitno bila u celini sazidana u romaničkom, stilu tog doba, mada poneki od zidova datiraju još iz ranog srednjeg veka. Do glavnog ulaza palate su izrazita romanička vrata sa uvučenim nadvratnikom i lunetom razbijenog srpastog luka. U prizemnom skladištu susedne istočne kuće na obali ostala su takođe romanička vrata, u čijoj profiliranoj luneti je otvor između dva urezana cveta. U zapadnom prolazu, odnosno ulici, vide se isto tako romanički zidovi s trima vratima i jednim prozorom tog stila, a nedavno je otkrivena i gotička trifora, koji su pripadali Lučićevoj kući.
Kako je kuća na početku ulice veoma visoka stiče se utisak da je bila poput kule, jer se u sklopu palate na jugozapadnom uglu nalazila kula uklopljena u gradske zidine koja je ranije, u 13. veku pripadala rodu Vitturi; zapadno od te kule na obali mora bila je dozvoljena prodaja mesa uginulih životinja. Naknadno su na južnom krilu, odnosno na srednovekovnoj Lučićevoj kuli, čiji se tragovi još vide na zapadnom zidu  u cisterni  nedavno otkrivena i romanička severna vrata.

Glavni ulaz u palatu Lučić krasio je glomazni okvir, širokog dovratnika, sa nadvratnikom i atikom. Ova vrata su delo klesara s kraja prve polovine 16. veka, kada je već u Togiru bio posustan Firentinčev kamenorezački i umetnički zamah, u kome su njegovi učenici iskazivali svu svoju veštinu u sitnim reljefima na Braču, u Splitu i u Trogiru. Izgled glomaznosti vrata Lučićeve palate ublažuje plitki reljefni ukras po svim njenim delovima. Ovaj jaki, široki okvir nastao je pod uticajem velikih vrata Ćipikove palate (koja su delo Nikole Firentinca i Andrije Alešija), u kojima je plastičnost naglašena figurativnim ukrasom, anđelima, lavom i kovrdžavim lisnatim poluglavicama s dečačkim glavama, i koja otkrivaju još tragove Jurja Dalmatinca.   Međutim tu plastičnost  velikih vrata Ćipikove palate nemaju  Lučićeva vrata, a   gotika Jurja Dalmatinca na njima se vidi tek u zmajevim čeljustima iz kojih izlaze lovorovi venci na unutrašnjim ivicama nadvratnika i dovratnika. Iako je Firentinčev i Alešijev uticaj  u izradi vrata na palati Lučić potpuno prevladao, ipak Firentinčevim učenicima kojisu gradili Lučićeva vrata  nedostajala je snaga da se plastično izraze, i oni su tu nesposobnost izražavanja kamenom plastikom zamenili plitkim reljefom, koji nema istančanosti ni uverljivosti reljefa kojim su okićena vrata  „male” Ćipikove palate, po čijem uzoru su rađena.
Na crtežu iz kasnijeg period koji se nalazi u Ratnom arhivu u Beču vide se pročelja dve kuća koje štrče izvan gradskih zidina Torgira i nadvisuju ih, upravo na mestu nekadašnje Lučićeve, a zatim Demichelijeve kuće. Naime na severnoj strani palate sa istočne strane ulice pruža se niz kuća, nekada u vlasništvu porodice Lucić (kasnije porodice Cerineo, a potom i Demicheli).
Na temeljima palate Lučić u 19. sagrađena je Demichelijeva glomazna trospratnica. Nakon što su, prema pisanju  R. Slade-Šilović Demicheli došli u posed ove kuće 1850. godine, oni su potpuno promenenili izgled Lučićevoj palati. Otvoreni su novi redovi prozora i glavni prizemni ulaz, koji je dugim nadsvođenim prizemljem spojen sa renesansnim Lučićevim dvorištem. U pročelju se vide spolja, gotički i renesansni ulomci, preklesani i skidani, sa starije Lučićeve kuće.
Rušenje Lučićeve kule nije naišlo na osudu vlasti koje nisu shvatale značaj istorijskih spomenika, ne samo u Trogiru, čija je opština dopustila taj necicilizovani zahvat, već i među istoričarima onog vremena. Prema Jacksonu je to izgledalo kao modernizacija stare Lučićeve palate, dok je Brunelli smatrao da je palata Lućić i nakon tog nagrđivanja ipak zadržala „gospodski izgled”. Tek je trogirski danteolog Antun Lubin ustao protiv ove iovakve nagrđivanje.

## Literatura
- Arhiv HAZU u Zagrebu, LO – Lucićeva pisana ostavština.
- Cvito Fisković, Lučićeva rodna kuća Zbornik Odsjeka za povijesne znanosti Zavoda za povijesne i društvene znanosti Hrvatske akademije znanosti i umjetnosti, Vol. 6, 1969.

## Spoljašnje veze
Mediji vezani za članak Palata Lučić u Trogiru na Vikimedijinoj ostavi